# 格雷斯昂韦科尔
格雷斯昂韦科尔（法語：Gresse-en-Vercors，法語發音：[ɡʁɛs ɑ̃ vɛʁkɔʁ]，意为“韦科尔山中的格雷斯”）是法国伊泽尔省的一个市镇，属于格勒诺布尔区。

## 地理
格雷斯昂韦科尔（44°54'8"N, 5°34'0"E）面积81.13 平方千米，位于法国奥弗涅-罗讷-阿尔卑斯大区伊泽尔省，该省份为法国东南部内陆省份，北起顺时针与安省、萨瓦省、上阿尔卑斯省、德龙省、阿尔代什省、卢瓦尔省和罗讷省。
与格雷斯昂韦科尔接壤的市镇（或旧市镇、城区）包括：圣米歇尔莱波特、圣保罗莱莫内斯捷、罗梅耶、圣阿尼昂昂韦科尔、希希利亚讷、鲁瓦萨尔、圣昂代奥勒、圣纪尧姆。
格雷斯昂韦科尔的时区为UTC+01:00、UTC+02:00（夏令时）。

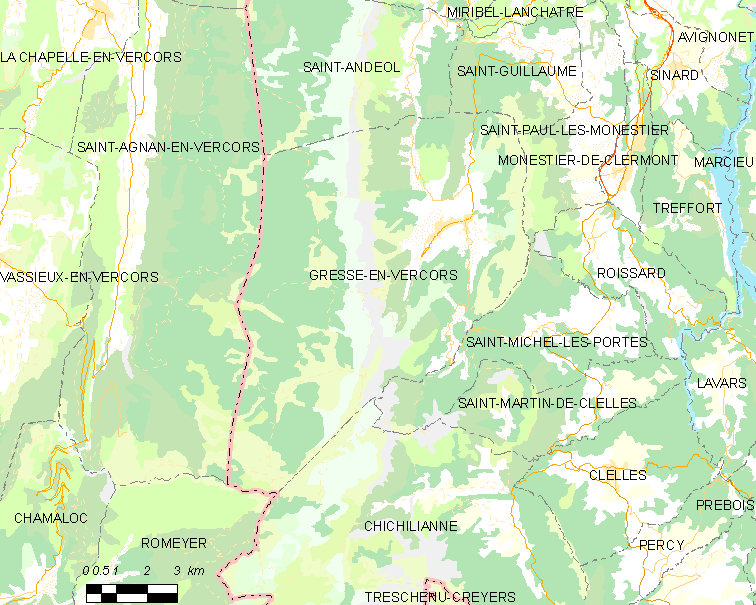
格雷斯昂韦科尔的OSM定位图

## 行政
格雷斯昂韦科尔的邮政编码为38650，INSEE市镇编码为38186。

## 政治
格雷斯昂韦科尔所属的省级选区为马泰西讷-特列沃县。

## 人口

1962-2008年间格雷斯昂韦科尔人口变化图示

格雷斯昂韦科尔于2022年1月1日时的人口数量为356人。